# Tabernaemontana sphaerocarpa
Tabernaemontana sphaerocarpa là một loài thực vật có hoa trong họ La bố ma. Loài này được Blume miêu tả khoa học đầu tiên năm 1826.